# أمين رزيق
أمين رزيق (ولد في 25 أغسطس 1980) هو لاعب كرة سلة تونسي يلعب حاليا لصالح النجم الرياضي الرادسي في الدوري التونسي لكرة السلة.
رزيق عضو في منتخب تونس الوطني لكرة السلة الذي احتل المركز الثالث في بطولة أمم أفريقيا لكرة السلة 2009 حيث تأهلت تونس للمرة الأولى إلى بطولة العالم لكرة السلة، كما شارك في دورة الألعاب الأولمبية الصيفية عام 2012.

## روابط خارجية
- أمين رزيق على موقع الاتحاد الدولي لكرة السلة (الإنجليزية)
- أمين رزيق على موقع كرة السلة الأوروبية.كوم (الإنجليزية)
- أمين رزيق على موقع ريلجم (الإنجليزية)
- أمين رزيق على موقع بروبوليرز (الإنجليزية)
- أمين رزيق على موقع سبورتس رفرنس (الإنجليزية)
- أمين رزيق على موقع أوليمبيديا (الإنجليزية)